# Писеев, Валентин Николаевич
Валентин Николаевич Писеев (28 сентября 1941, Волоколамск, Московская область, СССР — 12 августа 2024, Москва) — советский и российский спортивный функционер, президент Федерации фигурного катания СССР (1988—1992), президент Федерации фигурного катания на коньках России (1992—2010), генеральный директор ФФККР (2010—2014), почётный президент ФФККР (с 2014), член Исполкома Олимпийского комитета России (с 1992). Заслуженный тренер СССР.

## Биография
Валентин Писеев начал заниматься фигурным катанием в 1950 году на стадионе Юных Пионеров в Москве. Тренировался под руководством Татьяны Толмачёвой. Выступал на городских и районных соревнованиях, стал кандидатом в мастера спорта СССР, но травма помешала продолжению спортивной карьеры. По совету тренера переключился на организационную работу.
В 1964 году с отличием окончил Государственный Центральный институт физической культуры по специальности «преподаватель физической культуры». После окончания института работал тренером, а затем старшим тренером стадиона «Юные пионеры».
С 1965 по 1967 год Писеев возглавлял Всесоюзную коллегию судей. С 1967 года — ответственный секретарь Федерации фигурного катания на коньках СССР. С 1969 по 1974 год занимал должность начальника отдела фигурного катания на коньках в Центральном Совете союза спортивных обществ и организаций СССР, с 1974 по 1983 год — должность заместителя начальника управления зимних видов спорта там же. В качестве заместителя начальника управления зимних видов спорта руководил не только фигурным катанием, но и конькобежным спортом, санным спортом, бобслеем.
В течение 1972—1977 годов входил в судейские бригады на соревнованиях чемпионатов Европы, мира по фигурному катанию и зимних Олимпийских игр (1972 года в Саппоро и 1976 года в Инсбруке). В частности, был судьей на чемпионатах мира в парном катании в 1972—74 и 1976—77, каждый раз выставляя оценку 6,0 советской паре Ирина Роднина — Александр Зайцев, после оценки 6,0 в произвольной программе на чемпионате мира в 1977 рефери Соня Бьянкетти инициировала отстранение всех советских судей на сезон 1977/78. С 1977 по 1985 год входил в состав технического комитета Международного союза конькобежцев.
В 1989 году был избран президентом Федерации фигурного катания СССР, а после её расформирования возглавил Федерацию фигурного катания на коньках России, которой руководил по 2010 год. В марте 2010 года, по результатам зимних Олимпийских игр в Ванкувере, Писеев принял решение не выставлять свою кандидатуру на выборах президента Федерации. На отчётно-выборной конференции Федерации Фигурного катания в июне 2010 года в Устав Федерации были внесены изменения, вводящие новую должность — генеральный директор Федерации. На эту должность Писеев был избран при одном голосе против.
Писеев был членом Совета при президенте РФ по развитию физкультуры и спорта, подготовке и проведению зимних Олимпийских и Паралимпийских игр в Сочи, а также Универсиады в Казани (исключён из состава Совета указом Президента РФ в марте 2010 года).
Умер 12 августа 2024 года после тяжёлой болезни в возрасте 82 лет.

## Семья
Вторая жена — Алла Викторовна Шеховцова (род. 1964) — бывшая фигуристка, мастер спорта СССР в спортивных танцах на льду (1979), судья международной категории, член технического комитета Международного союза конькобежцев по танцам на льду, директор одинцовской школы фигурного катания.
Дочь от первого брака — Кристина (род. 1974), живет в США.
Сын — Станислав (род. 1989), работает в «Северстали».

## Награды и звания
- Орден Александра Невского (8 июля 2022) — за заслуги в развитии физической культуры и спорта, многолетнюю добросовестную работу[12].
- Орден Почёта (27 февраля 1998) — за высокие спортивные достижения на XVIII зимних Олимпийских играх 1998 года[13].
- Орден Дружбы народов (22 апреля 1994) — за высокие спортивные достижения на XVII зимних Олимпийских играх 1994 года[14].
- Медаль «За трудовую доблесть» (1976).
- Медаль «Ветеран труда» (1990).
- Заслуженный работник физической культуры Российской Федерации (22 февраля 2004) — за заслуги в развитии физической культуры и спорта[15].
- Заслуженный работник высшей школы Российской Федерации (2004).
- Благодарность Президента Российской Федерации (6 августа 2007) — за активное участие в работе по обеспечению победы заявки города Сочи на право проведения XXII зимних Олимпийских и XI Параолимпийских игр в 2014 году[16].
- Почётный знак «За заслуги в развитии физической культуры и спорта» (4 октября 2011) — За заслуги в развитии физической культуры и спорта, многолетний плодотворный труд и в связи с 70-летием со дня рождения;[17].
- Заслуженный тренер СССР (1976).
- Серебряный орден Международного Олимпийского Комитета.
- Медаль Георга Хеслера (высшая награда Международного союза конькобежцев).
- Почётный знак «Спортивная слава России».

В 2000 году избран Академиком международной Академии творчества.

## Прочее
Был постоянным членом жюри в телешоу Первого канала российского телевидения Ледниковый период-2 (финал) и Ледниковый период-3.